# ان ۶۹۴۶-بی‌اچ۱
ان ۶۹۴۶-بی‌اچ۱ (انگلیسی: N6946-BH1) ستاره ابرغول ناپدیدشده‌ای است که قبلاً در کهکشان ان‌جی‌سی ۶۹۴۶، در مرز شمالی صورت فلکی ماکیان دیده شده‌است. این ستاره که می‌توانست یک ابرغول سرخ[۱] یا یک ابرغول زرد، , با جرمی ۲۵ برابر جرم خورشید بوده‌باشد و ۲۰ میلیون سال نوری از زمین فاصله داشت. در ماه مارس تا مهٔ ۲۰۰۹ درخشندگی بولومتری آن به دست کم یک میلیون درخشندگی خورشیدی افزایش یافت، اما تا سال ۲۰۱۵ از دید نوری ناپدید شد. در مادون قرمز وسط و نزدیک، یک جسم هنوز قابل مشاهده است، با این حال، با روشنایی متناسب با t-4/3 در حال محو شدن است. درخشندگی آن برای ابرنواختر بودن کافی نبود که به آن ابرنواختر شکست خورده می‌گویند.
مختصات ستاره در 20h 35m 27.56s و دسامبر ‏ 08.3″ 08′ ‎+60° بود. روشنایی ستاره، که با قدر ظاهری آن در نوارهای رنگی مختلف در ۲ ژوئیه ۲۰۰۵ داده می‌شود، با R = ۲۱، V = ۲۲، B = ۲۳، U = ۲۴ به دست می‌آید. قبل از طغیان نوری، ستاره حدود ۱۰۰۰۰۰ برابر خورشید درخشان بود. پس از طغیان، در نوار بصری نامرئی بود و در تابش مادون قرمز به ۵۰۰۰ برابر روشنایی خورشید کاهش یافته‌است.

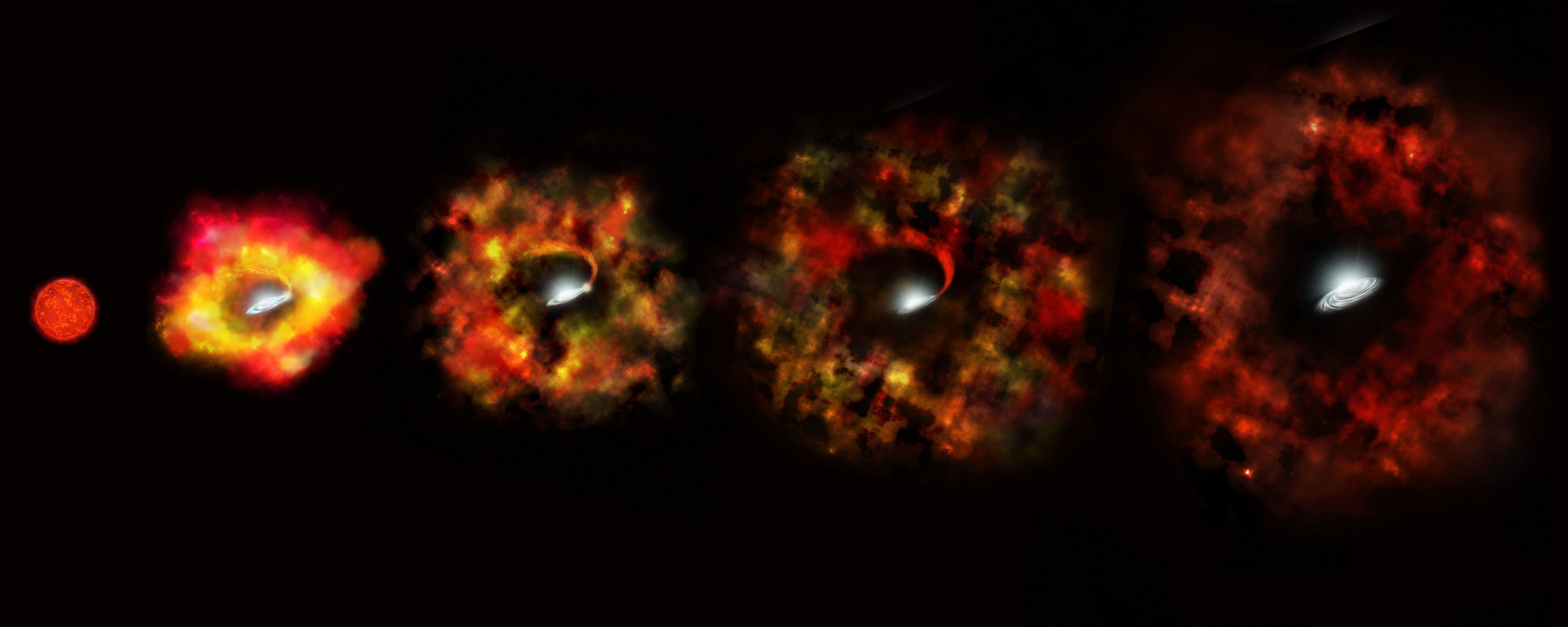
N6946-BH1 failed supernova (artist's impression)

یک فرضیه این است که هسته ستاره سقوط کرده و سیاهچالهای را تشکیل می‌دهد. ماده در حال فروپاشی انفجاری از نوترینوها را تشکیل داد که جرم کل ستاره را کسری از درصد آن کاهش داد. این باعث ایجاد یک موج ضربه‌ای شده که پوشش ستاره را منفجر کرد تا آن را درخشان‌تر کند.